# Robert Ranjard
Robert Ranjard, né Marie Louis Robert Ranjard à Montrichard le 13 janvier 1881 et mort à Tours le 28 mai 1960, est un médecin et archéologue français.

## Biographie
Robert Ranjard naît le 13 janvier 1881 à Montrichard (Loir-et-Cher) où son père tient une étude de notaire. Venu à Tours avec sa famille en 1898 après dix années passées à Blois où il fait ses études au collège Augustin-Thierry, il entre à l'école de médecine à 17 ans. Il poursuit des études complémentaires d'oto-rhino-laryngologie à Paris où il se marie dans le 6e arrondissement, le 29 novembre 1905 avec Marguerite Courselles-Dumont puis, devenu médecin, s'installe définitivement à Tours où il exerce jusqu'en 1940.
Dès 1919, il entre à la Société archéologique de Touraine dont il assure la présidence de 1940 à 1949. C'est lui qui identifie les ossements retrouvés en 1933 lors de fouilles au prieuré de Saint-Cosme comme étant bien ceux de Pierre de Ronsard. Son rôle est décisif, avant et après la Seconde Guerre mondiale, dans l'inventaire du patrimoine tourangeau sur l'état duquel il alerte les autorités, dénonçant au passage le « vandalisme archéologique » qui, selon ses termes, accompagne certaines reconstructions.
Victime d'un accident en 1948, il est contraint de réduire progressivement ses activités et, atteint de paralysie, décède le 28 mai 1960 à son domicile au 26 rue Bernard Palissy à Tours. Robert Ranjard est inhumé au cimetière de Saint-Symphorien. Il a deux fils, Michel et Claude, l'aîné devenant architecte des bâtiments de France et le cadet, docteur en médecine.

## Distinctions et hommages
Robert Ranjard est lauréat du prix Montyon en 1935 avec l'ouvrage Sur les pas de saint Martin. Il est fait chevalier dans l'ordre de la Légion d'honneur en octobre 1953. 
Une rue du quartier du Sanitas à Tours porte son nom.

## Publications
Une liste plus complète des publications de Robert Ranjard est disponible sur le site de l'académie de Touraine.
- Le vertige auriculaire : thèse de médecine, Paris, H. Jouve, 1905, 138 p.
- La surdité organique : étude clinique et thérapeutique  (préf. André Castex), Paris, J.-B. Baillière et fils, 1912, VIII et 279 p. (lire en ligne).
- La Touraine archéologique : guide du Touriste en Indre-et-Loire, Tours, J. Maillocheau, 1930, 656 p. (plusieurs éditions revues et augmentées).
- Sur les pas de saint Martin  (préf. Mgr Louis-Joseph Gaillard), Tours, Deslis, 1934, 150 p.
- « Le prieuré de Saint-Cosme », dans Congrès archéologique de France, CVIe session tenue à Tours en 1948, Paris, Société française d'archéologie, 1949, 416 p.
- Le secret de Chenonceau, Tours, Éditions Gibert-Clarey, 8 juin 1950, 256 p. (plusieurs réimpressions).

## Pour en savoir plus